# Łysak drobnozarodnikowy
Łysak drobnozarodnikowy (Gymnopilus microsporus Singer) – gatunek grzybów należący do rodziny podziemniczkowatych (Hymenogastraceae).

## Systematyka i nazewnictwo
Pozycja w klasyfikacji według Index Fungorum: Gymnopilus, Hymenogastraceae, Agaricales, Agaricomycetidae, Agaricomycetes, Agaricomycotina, Basidiomycota, Fungi.
Po raz pierwszy opisał go w 1951 roku Rolf Singer i nadana przez niego nazwa naukowa jest ważna. Synonim: Fulvidula microspora Singer 1937. Nazwę polską zaproponował Władysław Wojewoda w 2003 r.

## Morfologia
Kapelusz
Średnica 0,5–2,5 cm, u młodych okazów półkolisty do stożkowato-półkulistego z podgiętym brzegiem, u starszych dzwonkowato-wypukły, stożkowato-wypukły do wypukłego, czasami z niskim, szerokim garbkiem. Jest tylko lekko higrofaniczny, przeważnie suchy, nie przezroczyście prążkowany. Powierzchnia niebłyszcząca lub tylko lekko błyszcząca, gładka do drobno pomarszczonej, ale pod soczewką wyraźnie filcowato-pomarszczona, nie łuszcząca się, rdzawopomarańczowa do rdzawobrązowej, przeważnie z pomarańczowym odcieniem, brzeg jaśniejszy, żółty, żółtordzawy lub żółtoochrowy.
Blaszki
22–30 z blaszeczkami (l = 1–3), o wysokości 2–4 mm, gęste, nieco brzuchate, zbiegające z małym ząbkiem, początkowo bladożółte, następnie ciemnożółte, w stanie dojrzałym żółtobrązowe do żółtordzawych. Ostrza tej samej barwy.
Trzon
Wysokość 1–3,5 cm, grubość 1–3 mm, cylindryczny, czasami z nieco bulwiastą podstawą, często zakrzywiony, u młodych okazów z jasnożółtymi pajęczynowatymi śladami osłony przy brzegu, ale szybko zanikającymi. Powierzchnia żółtordzawa w górnej części, w kierunku podstawy żółtobrązowa, ochrowobrązowa do rdzawobrązowej. Podstawa czasami z białą grzybnią.
Miąższ
O niewyraźnym zapachu i gorzkim smaku.
Cechy mikroskopowe
Zarodniki 4,5–6,0(–6,5) × 3,0–3,5(–4,0) μm, Q = 1,63, w KOH żółte do rdzawożółtych, w widoku z przodu elipsoidalne, migdałowato-elipsoidalne do jajowato-elipsoidalnych, w widoku z boku elipsoidalne do migdałowo-elipsoidalnych z wyraźnym wgłębieniem nad wyrostkiem wnęki, ściana rdzawobrązowa, pokryta średnimi lub grubymi brodawkami, bez hilum, w odczynniku Melzera lekko dekstrynoidalne, dojrzałe zarodniki nie cyjanofilne lub tylko lekko cyjanofilne, niedojrzałe lub te z uszkodzoną ścianą wyraźnie cyjanofilne. Podstawki 4-, rzadko 2-zarodnikowe, 16–24 × 5–6 μm, cylindryczne do wąsko-maczugowatych z przewężeniem pośrodku. Bazydiole 16–18 × 5 μm, wąsko-maczugowate. Liczne cheilocystydy, rzadko przemieszane z podstawkami, małe (16–)20–26 × 4–6 μm, wąsko-butelkowate z rozdętymi dolnymi częściami, długą cylindryczną szyjką (1,5–2,5 μm) i mniej lub bardziej wyraźną, kulistą główką (2–3,5(–5) μm), ale główka nie jest ostro oddzielona od szyjki, czasami również bez główki, cienkościenne, hialinowe. Pleurocystyd brak. Kaulocystydy rzadkie, podobne do cheilocystyd, butelkowate lub cylindryczne z główkowatą główką. Sprzążki obecne we wszystkich częściach grzyba.

## Występowanie i siedlisko
W piśmiennictwie naukowym na terenie Polski do 2003 r. podano trzy stanowiska, w późniejszych latach podano następne.
Grzyb saprotroficzny występujący w iglastych i mieszanych lasach na igliwiu, resztkach drzewnych jodły i świerka i na mocno spróchniałych pniach tych drzew. Owocniki rosną pojedynczo lub w
małych grupach, nigdy nie tworzą wiązek.